# Leibnitzer Feld
Koordinaten: 46° 48′ N, 15° 35′ O

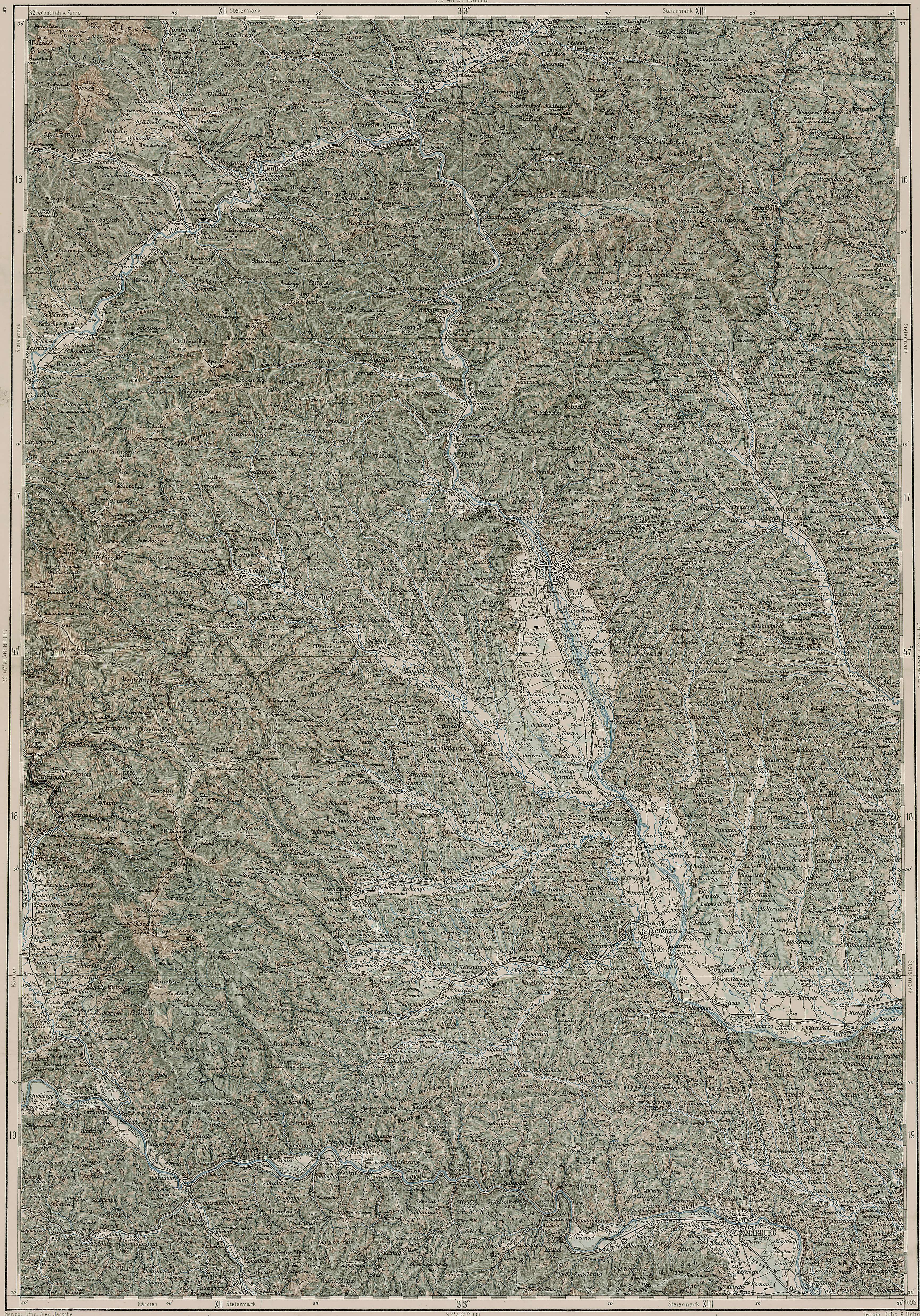
Grazer und Leibnitzer Feld

Als Leibnitzer Feld wird ein weites Tal in der südlichen Steiermark im unteren Murtal bezeichnet, das zwischen dem Wildoner Schlossberg im Norden und der österreichisch-slowenischen Staatsgrenze im Süden liegt und das Grazer Feld nach Süden weiterführt. Es liegt auf rund 275 m ü. A. und ist eine fruchtbare Ebene, die von Mur, Laßnitz und Sulm sowie Stiefing entwässert wird. Im Südwesten wird es durch einen schmalen Höhenzug begrenzt, den die Sulm im Bogen umfließt. Hauptanbauprodukte sind Getreide, Wein und Obst. Entlang der Flüsse haben sich Auwälder erhalten. Der Hauptort, der dem Feld den Namen gibt ist die Bezirkshauptstadt Leibnitz.
Das Leibnitzer Feld ist ein historisch alter Siedlungsraum, wie Ausgrabungen aus der Römerzeit (Flavia Solva) belegen. In der Nekropole auf dem Frauenberg wurden Gräber aus dem 2. Drittel des 5. Jahrhunderts v. Chr. entdeckt. Fünf der über 400 Individuen weisen verformte Schädel auf, darunter ein etwa 50-jähriger Mann und vier Kinder zwischen zwei und zehn Jahren.